# Aprostocetus quinqnigrimaculae
Aprostocetus quinqnigrimaculae är en stekelart som först beskrevs av Girault 1915.  Aprostocetus quinqnigrimaculae ingår i släktet Aprostocetus och familjen finglanssteklar. Inga underarter finns listade i Catalogue of Life.